# 1. DOL (damer)
1. DOL är den högsta serien i det slovenska seriesystem för volleyboll för damer. Vinnaren blir slovensk mästare. Serien består av två delserier 1A. DOL och 1B. DOL, där den första är överst. Även de bästa lag från 1B. DOL deltar dock i slutspelet. Näst högsta serie är 2. DOL. Då Slovenien innan självständigheten var en del av Jugoslavien var den högsta serien Prva liga. 

## Resultat per år
| År                      | Podium             | Podium             | Podium             |
| Mästare                 | Tvåa               | Trea               |                    |
| ----------------------- | ------------------ | ------------------ | ------------------ |
| 1991-92 mer information | OK Branik          | -                  | -                  |
| 1992-93 mer information | OK Branik          | -                  | -                  |
| 1993-94 mer information | OK Celje           | OK Branik          | -                  |
| 1994-95 mer information | OK Bled            | OK Branik          | OK Celje           |
| 1995-96 mer information | OK Branik          | OK Bled            | ŽOK Novo Mesto     |
| 1996-97 mer information | OK Koper           | OK Branik          | ŽOK Novo Mesto     |
| 1997-98 mer information | OK Branik          | ŽOK Novo Mesto     | OK Koper           |
| 1998-99 mer information | OK Branik          | ŽOK Novo Mesto     | ŽOK Ptuj           |
| 1999-00 mer information | OK Branik          | OK Koper           | OK HIT Nova Gorica |
| 2000-01 mer information | OK Branik          | OK Koper           | OK HIT Nova Gorica |
| 2001-02 mer information | OK Branik          | OK Vital           | OK HIT Nova Gorica |
| 2002-03 mer information | OK HIT Nova Gorica | OK Branik          | OK Vital           |
| 2003-04 mer information | OK Vital           | OK Branik          | OK Benedikt        |
| 2004-05 mer information | OK Vital           | OK HIT Nova Gorica | ŽOK Novo Mesto     |
| 2005-06 mer information | ŽOK Novo Mesto     | OK Branik          | OK HIT Nova Gorica |
| 2006-07 mer information | OK HIT Nova Gorica | ŽOK Novo Mesto     | OK Branik          |
| 2007-08 mer information | OK HIT Nova Gorica | OK Branik          | ŽOK Novo Mesto     |
| 2008-09 mer information | OK Branik          | OK HIT Nova Gorica | OK Kamnik          |
| 2009-10 mer information | OK Kamnik          | OK Branik          | OK HIT Nova Gorica |
| 2010-11 mer information | OK Branik          | OK Kamnik          | OK Koper           |
| 2011-12 mer information | OK Branik          | OK Kamnik          | -                  |
| 2012-13 mer information | OK Branik          | OK Kamnik          | OK Koper           |
| 2013-14 mer information | OK Branik          | OK Kamnik          | OK Formis          |
| 2014-15 mer information | OK Kamnik          | OK Branik          | OK Koper           |
| 2015-16 mer information | OK Kamnik          | OK Branik          | OK Vital           |
| 2016-17 mer information | OK Branik          | OK Kamnik          | OK HIT Nova Gorica |
| 2017-18 mer information | OK Branik          | OK Kamnik          | OK Formis          |
| 2018-19 mer information | OK Branik          | OK HIT Nova Gorica | OK Kamnik          |
| 2019-20 mer information | OK Kamnik          | OK Branik          | OK SIP Šempeter    |
| 2020-21 mer information | OK Kamnik          | OK Branik          | OK SIP Šempeter    |
| 2021-22 mer information | OK Kamnik          | OK Branik          | OK HIT Nova Gorica |

## Titlar per klubb
| Klubb              | Antal titlar | Vunna säsonger |
| ------------------ | ------------ | --- |
| OK Branik          | 16           | 1991-92, 1992-93, 1995-96, 1997-98, 1998-99, 1999-00, 2000-01, 2001-02, 2008-09, 2010-11, 2011-12, 2012-13, 2013-14, 2016-17, 2017-18, 2018-19 |
| OK Kamnik          | 6            | 2009-10, 2014-15, 2015-16, 2019-20, 2020-21, 2021-22                                                                                           |
| OK HIT Nova Gorica | 3            | 2002-03, 2006-07, 2007-08 |
| OK Vital           | 2            | 2003-04, 2004-05 |
| OK Celje           | 1            | 1993-94 |
| OK Bled            | 1            | 1994-95 |
| OK Koper           | 1            | 1996-97 |
| ŽOK Novo Mesto     | 1            | 2005-06 |